# Jet set

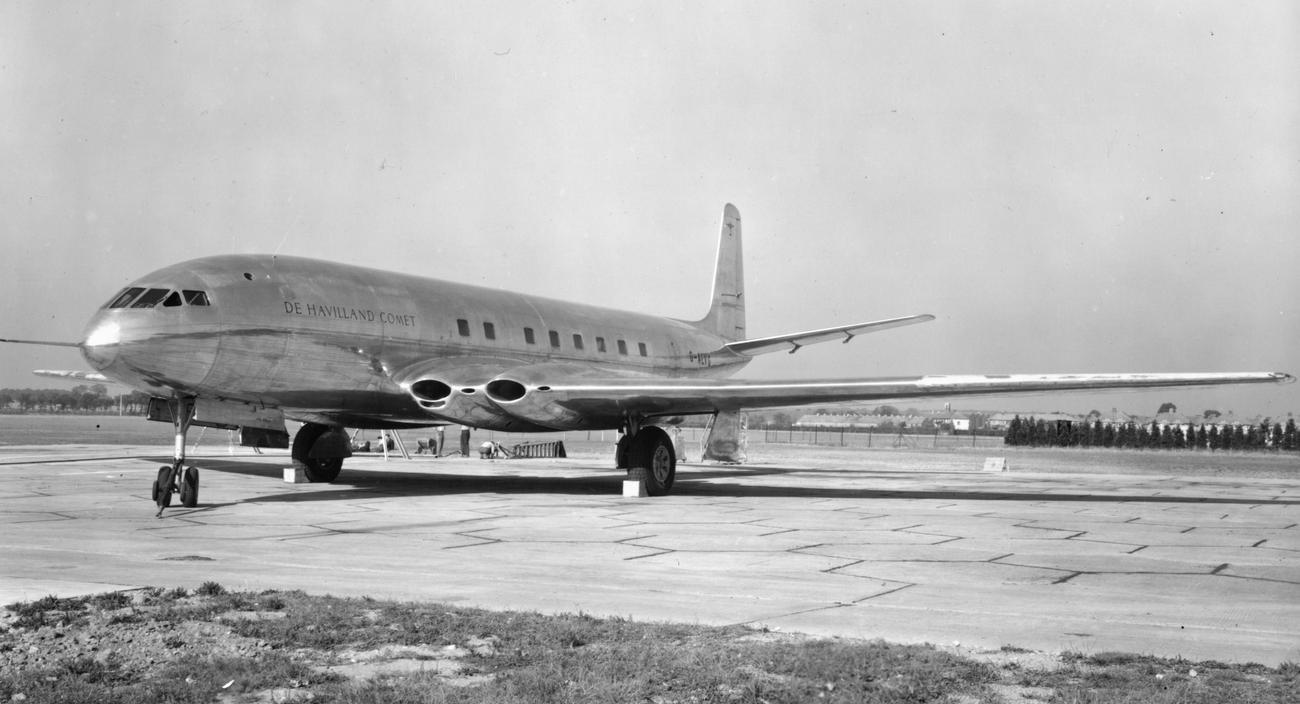
Il De Havilland Comet 1, uno dei simboli degli esordi all'età dei jet di linea

Il termine jet set è stato coniato in ambito giornalistico negli anni cinquanta per descrivere un gruppo sociale elitario e internazionale costituito da persone appartenenti a classi sociali influenti e agiate, che organizzavano e partecipavano ad attività sociali di vario tipo in tutto il mondo (rapporti mondani, incontri d'affari, o simili), anche in località difficilmente raggiungibili da persone comuni.
L'espressione, che andò a soppiantare il vecchio termine steamer set, o il più antico café society, deriva dall'abitudine di muoversi da una località prestigiosa e da un luogo esotico all'altro, viaggiando su aerei jet.
La creazione del termine jet set è attribuita a Igor Cassini, un reporter del New York Journal American, nonché primo marito dell'attrice Nadia Cassini. Nella lingua italiana il termine può assumere anche una connotazione ironica. Tra i sinonimi, nel vocabolario italiano, vi sono espressioni come jet society élite, crème, crème de la crème, gotha, alta società, bel mondo.

## Fenomeno sociale

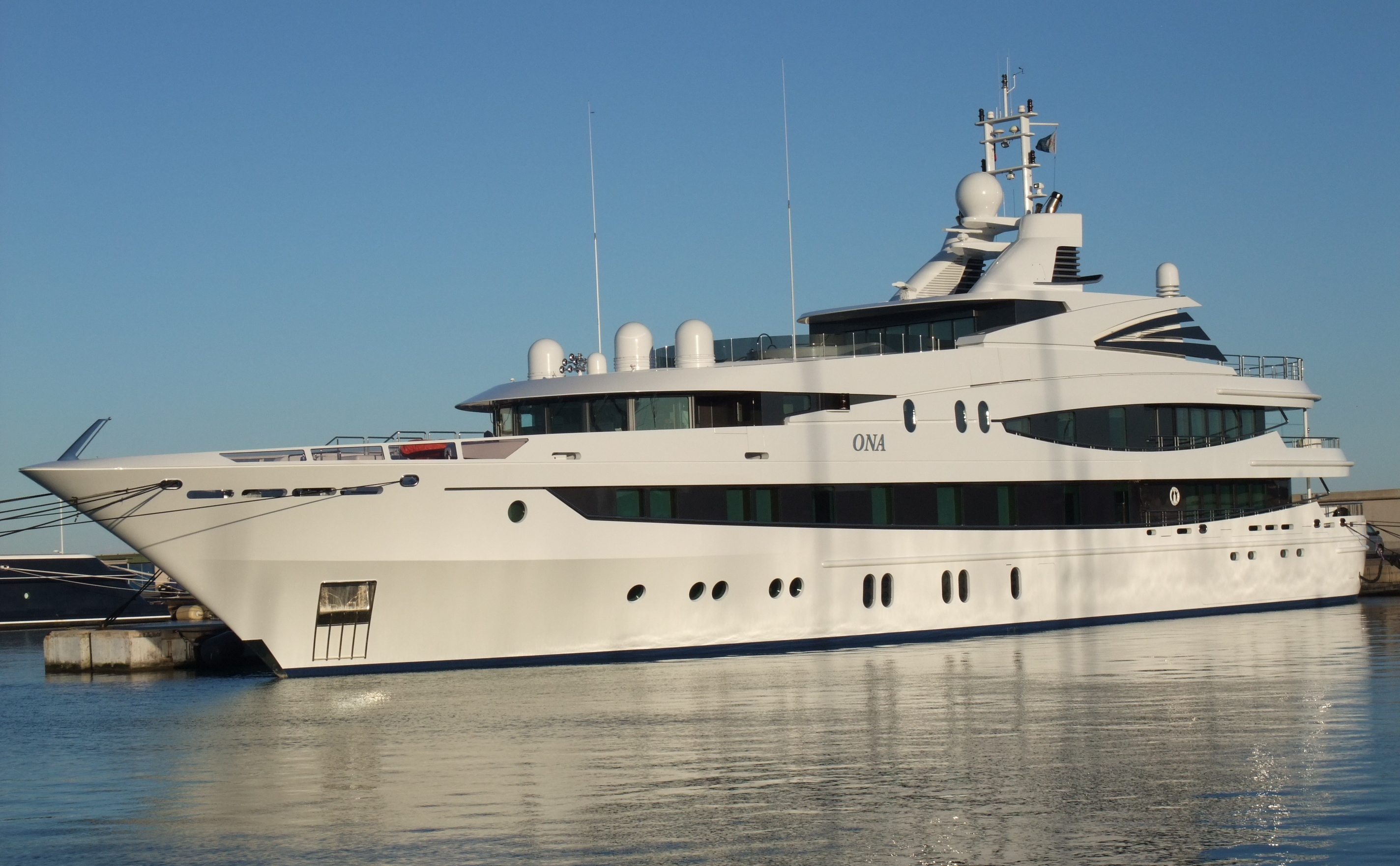
Lo yacht privato è uno dei simboli del jet set

In origine, i membri di questa élite erano persone che non disdegnavano l'ostentazione del loro status sociale agiato o altolocato, facendosi notare in luoghi molto frequentati ed esclusivi, come ristoranti di pregio e night club, dove i paparazzi, un fenomeno nato proprio con il jet set, potevano fotografarli. Si tratta della prima generazione che poteva permettersi di trascorrere un week end a Parigi, o recarsi a Roma solo per partecipare a un party, perseguendo uno stile di vita che Federico Fellini ha ritratto nel film La dolce vita (1960).
La trasformazione economica e sociale nei paesi sviluppati ha fatto perdere il significato di prestigio in una società in cui i mezzi che rendevano possibile questa socialità internazionale (viaggi aerei, telefonia internazionale, alberghi, ecc.), un tempo molto costosi, sono diventati alla portata di molti e non più prerogativa delle classi agiate, perdendo, quindi, l'aura di esclusività sociale che era loro associata. Tuttavia, si continua a utilizzarlo per designare l'ambiente di musicisti e attori famosi, personalità dello spettacolo, o persone che hanno ingenti redditi o patrimoni e il tempo libero necessario per poter fare dei lunghi viaggi di piacere.
I centri di attrazione e aggregazione del jet-set sono costituiti soprattutto da importanti città o da mete turistiche esclusive. Le scelte vacanziere effettuate dai VIP prediligono destinazioni esotiche o mete marittime esclusive o stazioni sciistiche d'élite.

## Luoghi di predilezione
I luoghi di predilezione della jet set sono in particolare:

### In estate
- Saint-Tropez[3]
- Cannes
- Deauville
- Isola di Cavallo[4]
- Saint-Barthélemy[5]
- Ginevra
- Zurigo
- Mykonos[6]
- Capri[7] · [8]
- Forte dei Marmi
- Portofino
- Porto Cervo
- Marbella[9]
- Ibiza[10]
- Marrakech[11]
- Sylt[12]
- Baden-Baden[13]
- Hainan[14]
- Cabo San Lucas / San José del Cabo
- Búzios[15]
- Angra dos Reis[16]
- Punta del Este / José Ignacio[17]

### In inverno
- Courchevel[18]
- Chamonix-Mont-Blanc
- Megève[18]
- Méribel[18]
- Gstaad[19]
- Crans-Montana
- Verbier
- Sankt Moritz
- Zermatt
- Cortina d'Ampezzo
- San Candido[20]
- Kitzbühel
- Lech
- Sölden
- Aspen
- Vail
- Baqueira Beret
- Whistler

### Grandi metropoli e capitali
- Los Angeles / Malibu
- San Francisco / Palo Alto / Los Altos Hills
- New York[19] / Hamptons / North Salem[21] · [22]
- Miami / Palm Beach / West Palm Beach
- Monaco
- Parigi[19]
- Londra[19]
- Dubai
- Hong Kong
- Singapore
- Tokyo